# Cantonul Poitiers-2
Cantonul Poitiers-2 este un canton din arondismentul Poitiers, departamentul Vienne, regiunea Poitou-Charentes, Franța.

## Comune
| Comune     | Populație (1999) | Cod poștal | Cod INSEE |
| ---------- | ---------------- | ---------- | --------- |
| Buxerolles | 9.679            | 86180      | 86041     |
| Poitiers   | 89.253 (1)       | 86000      | 86194     |